# Agrotis sardzeana
Agrotis sardzeana is een vlinder uit de familie uilen (Noctuidae). De wetenschappelijke naam is voor het eerst geldig gepubliceerd in 1941 door Brandt.
De soort komt voor in Europa.